# San José (Califórnia)
São José (em inglês:  San José e em castelhano: San José) é a terceira cidade mais populosa do estado americano da Califórnia, atrás apenas de Los Angeles e San Diego e a 10ª mais populosa do país. Localiza-se no condado de Santa Clara, do qual é sede.
San Jose é notável por sua inovação, diversidade cultural, riqueza e ensolarado e ameno clima mediterrâneo. Sua conexão com o fenômeno da indústria em expansão alta tecnologia conhecido como Vale do Silício levou o prefeito Tom McEnery a adotar o lema da cidade de "Capital do Vale do Silício" em 1988 para promover a cidade. Grandes empresas globais de tecnologia, incluindo Cisco Systems, eBay, Adobe Inc., PayPal, Broadcom, Samsung, Acer e Zoom mantêm sua sede em San Jose. É uma das grandes cidades mais ricas do mundo, com o terceiro maior PIB per capita (atrás de Zurique e Oslo) e o quinto mercado imobiliário mais caro. É o lar de uma das maiores populações vietnamitas no exterior do mundo e uma comunidade hispânica que representa mais de 40% dos residentes da cidade.
Em 3 de abril de 1979, o conselho municipal da cidade adotou oficialmente San José como a escrita oficial da cidade. Porém, San Jose ainda é muito usado na cidade. Foi a primeira cidade na colônia espanhola de Nueva California. Foi fundada em 1777, como uma comunidade agropecuária, para o fornecimento de comida para instalações militares localizadas na região, e incorporada em 27 de março de 1850.

## Geografia
De acordo com o Departamento do Censo dos Estados Unidos, a cidade tem uma área de 469,8 km², dos quais 461,7 km² estão cobertos por terra e 8,1 km² (1,7%) por água.

## Demografia
A cidade está localizada no sul da Baía de São Francisco, dentro do Vale do Silício, e é a cidade mais populosa da área da Baía de São Francisco e do condado de Santa Clara. Desde 1900, o crescimento populacional médio, a cada dez anos, é de 41,9%.

### Censo 2020
Segundo o censo nacional de 2020, a sua população é de 1 013 240 habitantes e sua densidade populacional é de 2 194,6 hab/km². Seu crescimento populacional na última década foi de 7,1%, acima do crescimento estadual de 6,1%. É a terceira cidade mais populosa da Califórnia e a 10ª mais populosa dos Estados Unidos.
Possui 342 037 residências que resulta em uma densidade de 740,8 residências/km² e um aumento de 8,9% em relação ao censo anterior. Deste total, 3,9% das unidades habitacionais estão desocupadas. A média de ocupação é de 3,1 pessoas por residência.

### Censo 2010
Segundo o censo nacional de 2010, a cidade possui 945 942 habitantes e densidade de 2 013,8 hab/km², ultrapassando a população de São Francisco em 1989. A sua região metropolitana possui uma população de 1 975 342 habitantes. A cidade possui 314 038 residências que resulta em uma densidade de 686,9 residências/km².

## Política

### Cidades Irmãs
- - Dublin, República da Irlanda (1986)
- - Okayama, Japão (estabelecida em 1957)
- - Pune, Índia (1992)
- - San José, Costa Rica (1961)
- - Tainan, Taiwan (1975)
- - Veracruz, México (1975)
- - Ecaterimburgo, Rússia (1992)
- - São José, Brasil (2008)
- - Funchal, Portugal (2010)

## Esportes

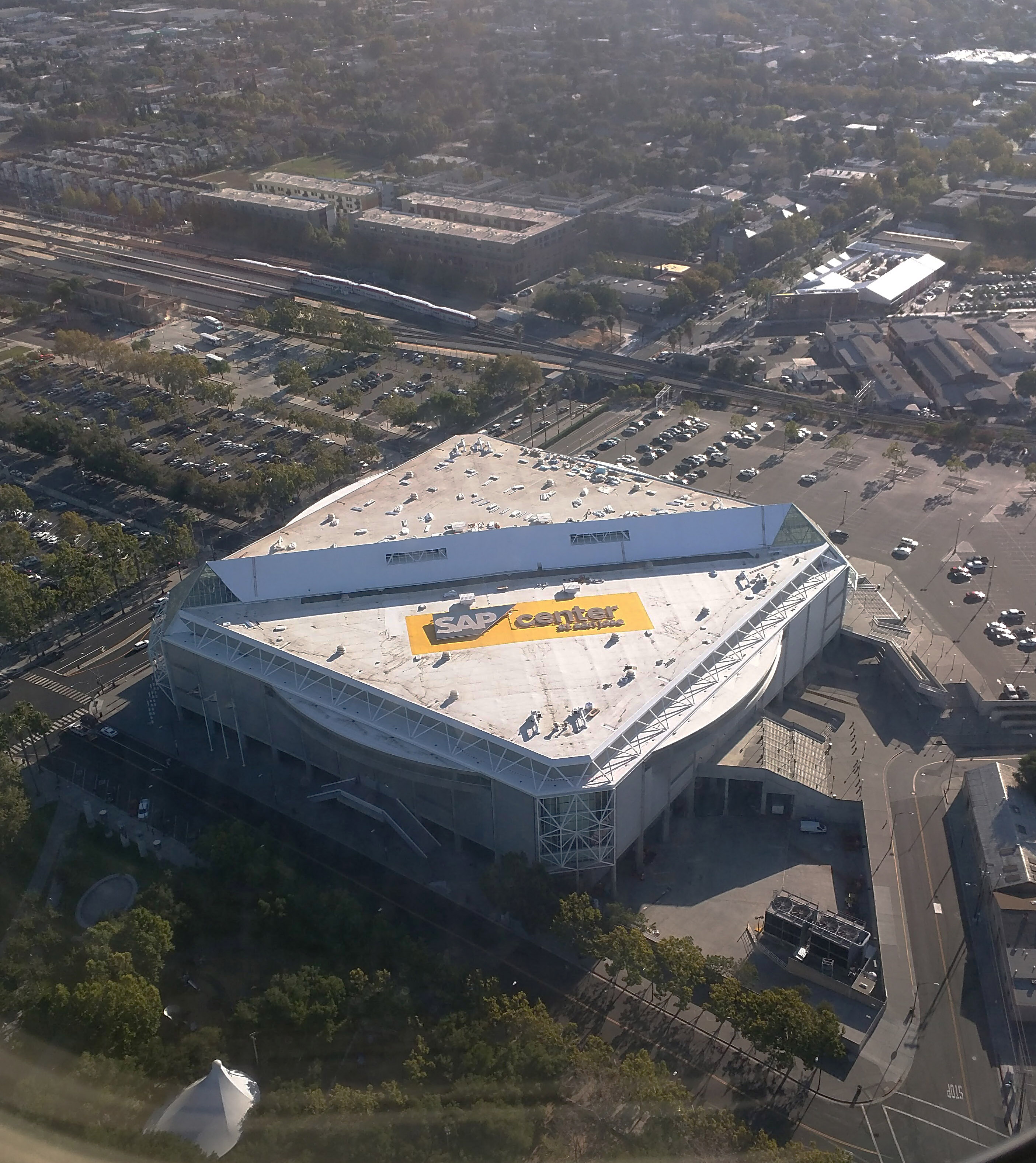
SAP Center, casa do San Jose Sharks.

A cidade é casa do San Jose Sharks, time de hóquei no gelo que joga na National Hockey League e manda seus jogos no SAP Center. Também é a casa do time de futebol San Jose Earthquakes que joga na Major League Soccer. No automobilismo a cidade já sediou o Grande Prêmio de San José da Champ Car em um circuito de rua entre os anos de 2005 e 2007.

## Marcos históricos

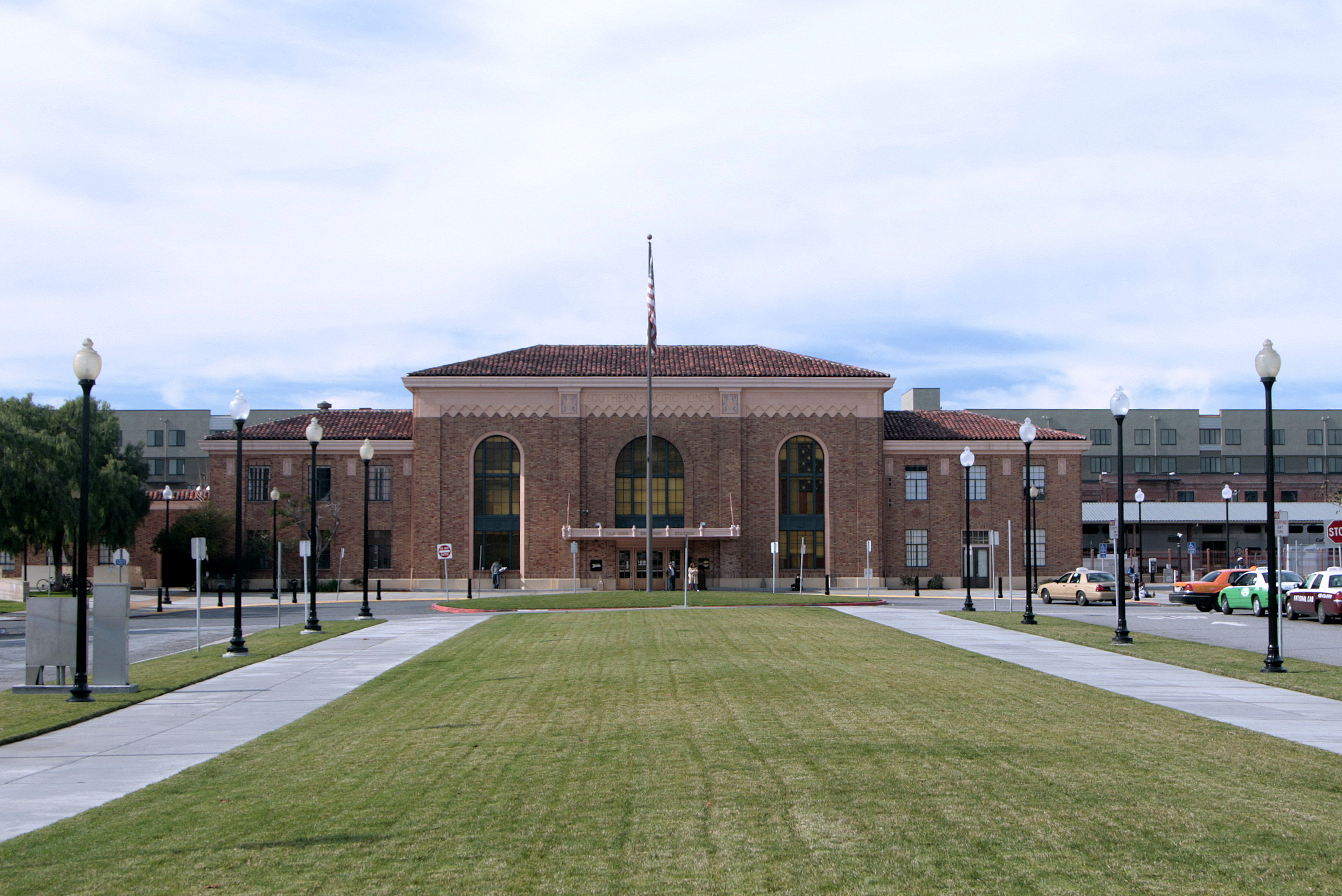
Estação Ferroviária de Diridon, San José CA.

O Registro Nacional de Lugares Históricos lista 34 marcos históricos em San José, dos quais dois são Marcos Históricos Nacionais. O primeiro marco foi designado em 15 de outubro de 1966 e o mais recente em 6 de junho de 2019. A Winchester House é um dos marcos localizados na cidade.